# エジノ・ナザレト・フィリョ
エジーニョ (Edinho) こと、エジノ・ナザレト・フィリョ（ポルトガル語: Edino Nazareth Filho、1955年6月5日 - ）は、ブラジル・リオデジャネイロ出身の元同国代表サッカー選手、サッカー指導者。ポジションはディフェンダー。

## 経歴
ブラジル代表として59試合出場し、FIFAワールドカップに3度、コパ・アメリカに1度出場した。1986 FIFAワールドカップでは、キャプテンとして臨んだ。
フルミネンセFCで7年間プレーした後、ヨーロッパ移籍を果たし、ジーコと同じウディネーゼ・カルチョでプレーした。

## 代表歴
- 1977年 ‐ 1986年 ブラジル代表
  - 代表通算59試合3得点
  - 1978年 - W杯アルゼンチン大会 (3位)
  - 1979年 - コパ・アメリカ (3位)
  - 1982年 - W杯スペイン大会
  - 1986年 - W杯メキシコ大会